# Hautesvignes
Hautesvignes ist eine französische Gemeinde mit 166 Einwohnern (Stand 1. Januar 2022) im Département Lot-et-Garonne in der Region Nouvelle-Aquitaine (vor 2016: Aquitanien). Sie gehört zum Arrondissement Marmande und zum Kanton Tonneins.
Der Name leitet sich vom lateinischen altis vineis ab und weist auf die geografische Lage des Dorfes und den Anbau von Wein hin.
Die Einwohner werden Hautesvignais und Hautesvignaises genannt.

## Geographie
Hautesvignes liegt ca. 15 Kilometer südöstlich von Marmande in der historischen Provinz Agenais.
Umgeben wird Hautesvignes von den fünf Nachbargemeinden:
| Agmé               | Labretonie                                  |                    |
| Gontaud-de-Nogaret | Kompassrose, die auf Nachbargemeinden zeigt | Verteuil-d’Agenais |
|                    | Varès                                       |                    |

Hautesvignes liegt im Einzugsgebiet des Flusses Garonne.
Die Canaule, ein Nebenfluss des Trec de la Greffière, durchquert das Gebiet der Gemeinde zusammen mit ihren Nebenflüssen,
- der Croze und
- dem Rieucaud mit seinem Nebenfluss
  - Ruisseau de Picanty, der in Hautesvignes entspringt.

Außerdem entspringen in Hautesvignes zwei Nebenflüsse des Tolzac, der Ruisseau de Chavignac und der Ruisseau de Barboutan.

## Geschichte
Archäologische Untersuchungen ergaben eine Besiedelung des Landstrichs spätestens seit der Spätantike. Eine kreuzförmige Fibel aus Bronze datiert aus dieser Epoche.
Im Jahre 1303 gründete der englische König Eduard I. die Bastide von Hautesvignes. Das Dorf erstreckte sich auf dem Grund einer Motte aus dem 11. oder 12. Jahrhundert. Allerdings ging die Entwicklung der Bastide nicht voran und so behielt Hautesvignes den dörflichen Charakter.
Im Jahre 1621 verfolgte der französische König Ludwig XIII. eine Kampagne gegen die Protestanten. Bevor er die Dörfer Clairac und Tonneins belagern wollte, hielt er sich für eine kurze Zeit auf der Burg von Hautesvignes auf.

## Einwohnerentwicklung
Nach Beginn der Aufzeichnungen stieg die Einwohnerzahl bis zur Mitte des 19. Jahrhunderts auf einen Höchststand von 490. In der Folgezeit sank die Größe der Gemeinde bei kurzen Erholungsphasen bis zu den 1970er Jahren auf rund 100 Einwohner, bevor eine Phase mit moderatem Wachstum einsetzte, die heute noch anhält.
| Jahr      | 1962 | 1968 | 1975 | 1982 | 1990 | 1999 | 2006 | 2011 | 2022 |
| --------- | ---- | ---- | ---- | ---- | ---- | ---- | ---- | ---- | ---- |
| Einwohner | 165  | 127  | 101  | 119  | 132  | 141  | 163  | 160  | 166  |

## Sehenswürdigkeiten

### Pfarrkirche Saint-Etienne-de-Bernac
Ihre ursprünglichen Fundamente reichen vermutlich mindestens bis in das 13. Jahrhundert zurück, als Hautesvignes erstmals erwähnt wurde. Im 16. Jahrhundert wurde die Kirche teilweise neu gebaut, nachdem sie von protestantischen Truppen beschädigt worden war. Gegen 1763 wurde der Glockenturm neu erbaut. Gegen 1871 wurde die Kirche erneut zu einem großen Teil neu gebaut und mit einem Kreuzrippengewölbe ausgestattet. Das Pfarrhaus wurde an der Wende vom 18. zum 19. Jahrhundert an der Westseite angebaut. Das Bauwerk wurde 1910 in Teilen als Monument historique eingeschrieben.

### Ruinen der mittelalterlichen Motte
Die Motte befindet sich im Weiler Lamouthe und datiert aus dem 11. oder 12. Jahrhundert. Ihre Kirche Saint-Michel-de-Malbourguet diente bis zum Jahre 1707 als Zweigkirche, verfiel aber in der Folgezeit. Der heutige Bauernhof nutzt die Wohn- und Nebengebäude aus dem 18. Jahrhundert.

### Burgruine
Sie wurde 1279 erstmals erwähnt. Der mittlere Mauerwerksverband stammt aus dem 13. oder 14. Jahrhundert. Gegen 1940 wurde die Burg zerstört.

## Wirtschaft und Infrastruktur

### Verkehr
Hautesvignes wird von der Route départementale 299 durchquert, die die Gemeinde im Westen über Gontaud-de-Nogaret mit Marmande verbindet.